# Dominika Dymińska
Dominika Dymińska (ur. 24 listopada 1991 w Warszawie) – polska pisarka, poetka, językoznawczyni i tłumaczka.

## Życiorys
Urodziła się w Warszawie, gdzie studiowała lingwistykę stosowaną na Uniwersytecie Warszawskim i gender studies na Polskiej Akademii Nauk. Związana z ruchem feministycznym. Obecnie mieszka w Niemczech.
Jest najmłodszą autorką, której wiersz znalazł się w antologii Wolny wybór: stulecie wierszy 1918-2018 pod red. Piotra Śliwińskiego.
Nominowana do Nagrody Literackiej „Nike” 2017 za Danke. Publikowała wiersze m.in. w Czasie Kultury, Odrze, Opcjach, Toposie, Tyglu Kultury, Wyspie, a także felietony o tematyce feministycznej na portalu Korporacji Ha!art.

## Nagrody i nominacje
- II nagroda w Ogólnopolskim Konkursie na Debiutancką Książkę Poetycką kwartalnika Opcje (2008)[3]
- Nagroda Warszawskiej Premiery Literackiej za książkę listopada 2012: Mięso[4]
- nominacja do Nagrody Literackiej „Nike” 2017 za Danke[2]
- II nagroda w Ogólnopolskim Konkursie Poetyckim im. Zygmunta Krukowskiego (2018)[5]
- II nagroda w Ogólnopolskim Konkursie Poetyckim im. Rafała Wojaczka (2018)[6]

## Książki
- Mięso, Warszawa: Wydawnictwo Krytyki Politycznej, 2012 – powieść[7]
- Danke, Warszawa: Wydawnictwo Krytyki Politycznej, 2016 – tom poezji[8]
- Pozdrowienia ze świata, Kraków: Korporacja Ha!art, 2017 – tom poezji[9]
- Milch, Warszawa: Staromiejski Dom Kultury, 2019 – tom poezji

## Tłumaczenia
- Zjadanie zwierząt, Jonathan Safran Foera[10]
- Poza słowami, Carl Safina
- Tęczowa książeczka. Poradnik dla nastolatków, Juno Dawson[11]
- Feminizm jest sexy, Jennifer K. Armstrong[12]
- Dzieci wojny narkotykowej, oprac. zbiorowe[13]

## Kontrowersje
W listopadzie 2017 roku w ramach międzynarodowego ruchu Me Too na łamach Codziennika Feministycznego ukazał się tekst czterech autorek, na temat hipokryzji lewicowych dziennikarzy, pod którym podpisała się m.in. Dominika Dymińska. Wywołał on ogólnopolską debatę na temat kultury gwałtu. W tekście padło oskarżenie o gwałt wobec Jakuba Dymka – jej byłego partnera, publicysty Krytyki Politycznej, w wyniku czego Krytyka zawiesiła z nim współpracę. Po publikacji śledztwo z urzędu wszczęła prokuratura. Zostało ono umorzone w styczniu 2019, gdyż nie doszukano się znamion czynu zabronionego. Na początku grudnia 2017 roku pełnomocnik Dymka skierował wezwanie przedsądowe do redaktor naczelnej Codziennika Feministycznego i autorek tekstu z żądaniem publikacji przeprosin. Codziennik uznał żądanie za bezpodstawne, gdyż tekst nie wskazywał jednoznacznie ani sprawcy, ani pokrzywdzonej, a sam zainteresowany powiązał siebie z opisaną sytuacją. W 2023 roku Sąd Okręgowy w Warszawie zobowiązał autorki tekstu do publikacji przeprosin wobec Dymka oraz wypłaty mu odszkodowania.